# Abilyx
Abilyx (griego Ἀβίλυξ) es el nombre de una de las mitológicas Columnas de Hércules, concretamente la que se encontraría en África. Ha sido identificada con el monte Hacho (204 m) en Ceuta (España) y el monte Musa (851 m) en Marruecos.